# Malcolm Cooper
Malcolm Douglas Cooper (ur. 20 grudnia 1947 w Camberley, zm. 9 czerwca 2001 w Eastergate) – brytyjski strzelec, złoty medalista igrzysk olimpijskich w Los Angeles w 1984 i Seulu w 1988.
Cooper ponadto był założycielem firmy Accuracy International, zajmującej się produkcją broni o wysokiej celności. W młodości świetnie strzelał i odnosił sukcesy na turniejach. Kiedy Wielka Brytania ogłosiła konkurs na nową broń wyborową dla snajperów Armii Brytyjskiej, Cooper skonstruował karabin L96A1. Mocnym konkurentem był karabin Parker Hale M82, mimo to wygrał L96A1. Zmarł w wyniku choroby nowotworowej w wieku 54 lat.

## Największe sukcesy
- Letnie Igrzyska Olimpijskie 1984
- Letnie Igrzyska Olimpijskie 1988